# Martín Zubimendi
Martín Zubimendi Ibáñez (ur. 2 lutego 1999 w San Sebastián) – hiszpański piłkarz występujący na pozycji pomocnika w angielskim klubie Arsenal oraz w reprezentacji Hiszpanii. Złoty medalista Ligi Narodów UEFA 2022/2023, srebrny medalista Letnich Igrzysk olimpijskich 2020 w piłce nożnej. Zdobywca Pucharu Króla 2019/2020.

## Sukcesy

### Real Sociedad[2]
- Puchar Króla: 2019/2020

### Reprezentacyjne
- Złoty medal Mistrzostw Europy 2024
- Liga Narodów UEFA: 2022/2023[3]
- 2. miejsce na Letnich Igrzyskach Olimpijskich 2020[4]